# Fran López Castillo
Fran López Castillo (10 de agosto de 1991 en La Solana) es un novelista español. Autor de Perdona ¿tienes fuego? (2017), Lo que escribí antes y después de ti (2018), Mi vida da para 1 serie (2020) y El problema es pensar que tienes tiempo (2024).

## Biografía
Francisco Manuel López del Castillo Rodero nació el 10 de agosto de 1991 en La Solana, Ciudad Real, España. Su vocación de escritor le llegó joven. Escribía pequeños poemas que fueron descubiertos por una profesora, que le introdujo en un club de escritura a los 13 años.
Graduado en Administración y Dirección de Empresas (septiembre de 2015, Universidad de Castilla-La Mancha), pasó de contable de una multinacional a emprendedor y escritor. Amante del libro en papel, considera que el proceso de la escritura es un camino lleno de frustraciones, estrés y enfados.
Tras su graduación y un fracaso amoroso, retomaría su gusto por la escritura comenzando en las redes sociales. Inicialmente creó una página web y un blog que fue recibiendo una creciente audiencia. En ella fue publicando los capítulos de su novela, que luego pasaría a ser publicada en Círculo Rojo en 2017.
Mediante su novela Perdona ¿tienes fuego? logró introducirse en el mundo de la escritura, consiguiendo hasta tres ediciones de la misma en un año. El libro, escrito en primera persona y en el tiempo presente, consta de 56 breves capítulos, siendo una mezcla de literatura romántica y erótica, con el género motivacional, pasando por la crítica social. La novela está prologada por el poeta José Ángel Gómez Iglesias, Defreds, siendo este último junto a Manel Loureiro con su trilogía «Apocalipsis Z» y Albert Espinosa los escritores que más le han marcado. La novela, ambientada en gran parte en su pueblo natal, La Solana, se desarrolla en distintos escenarios reconocibles por sus vecinos.
También es autor de Lo que escribí antes y después de ti, mitad novela y mitad prosa poética, en gran parte autobiográfica, que llegó a presentar en el Centro Cultural Don Diego de La Solana, el alcalde Luis Díaz-Cacho y la directora de la Biblioteca Municipal, Ramona Serrano. El libro está prologado por el escritor guineano César Brandon, quien  se hizo célebre al ganar el concurso de talentos “Got Talent” con un poema a su madre.